# Cirripectes
Cirripectes là một chi cá trong họ cá Blenniidae thuộc bộ cá vược phân bố ở vùng Thái Bình Dương và Ấn Độ Dương.

## Các loaì
Hiện hành có 23 loài được ghi nhận trong chi này:
- Cirripectes alboapicalis (J. D. Ogilby, 1899) (Blackblotch blenny)
- Cirripectes alleni J. T. Williams, 1993 (Kimberley blenny)
- Cirripectes auritus Carlson, 1981 (Blackflap blenny)
- Cirripectes castaneus (Valenciennes, 1836) (Chestnut eyelash-blenny)
- Cirripectes chelomatus J. T. Williams & Maugé, 1984 (Lady Musgrave blenny)
- Cirripectes filamentosus (Alleyne & W. J. Macleay, 1877) (Filamentous blenny)
- Cirripectes fuscoguttatus Strasburg & L. P. Schultz, 1953 (Spotted blenny)
- Cirripectes gilberti J. T. Williams, 1988
- Cirripectes heemstraorum J. T. Williams, 2010 (Yellowtail blenny)
- Cirripectes hutchinsi J. T. Williams, 1988
- Cirripectes imitator J. T. Williams, 1985 (Imitator blenny)
- Cirripectes jenningsi L. P. Schultz, 1943
- Cirripectes kuwamurai Fukao, 1984
- Cirripectes obscurus (Borodin, 1927) (Gargantuan blenny)
- Cirripectes perustus J. L. B. Smith, 1959 (Flaming blenny)
- Cirripectes polyzona (Bleeker, 1868)
- Cirripectes quagga (Fowler & Ball, 1924) (Squiggly blenny)
- Cirripectes randalli J. T. Williams, 1988
- Cirripectes springeri J. T. Williams, 1988 (Springer's blenny)
- Cirripectes stigmaticus Strasburg & L. P. Schultz, 1953 (Red-streaked blenny)
- Cirripectes vanderbilti (Fowler, 1938) (Scarface blenny)
- Cirripectes variolosus (Valenciennes, 1836) (Red-speckled blenny)
- Cirripectes viriosus J. T. Williams, 1988